# Apsilochorema monicae
Apsilochorema monicae là một loài Trichoptera trong họ Hydrobiosidae. Chúng phân bố ở miền Australasia.